# Lidia Camacho
Lidia Camacho Camacho (Ciudad de México) es una comunicóloga, investigadora, profesora, ensayista y funcionaria pública mexicana. Se ha dedicado a la investigación sobre arte sonoro.  
En su labor en el servicio público ha sido directora de Radio Educación (2000-2007), estación pública cultural, el Festival Internacional Cervantino. Fue directora fundadora de la Fonoteca Nacional, de la que fue titular en dos periodos (2007-2009; 2013-2017). Fue directora general del Instituto Nacional de Bellas Artes de México (INBA) de enero de 2017 a diciembre de 2018. Desde 2019, es directora general de Televisión Educativa.

## Biografía
Camacho estudió Ciencias de la Comunicación en la Universidad Anáhuac, maestría en Historia del Arte en la Facultad de Filosofía y Letras de la Universidad Nacional Autónoma de México (UNAM) y un doctorado en Ciencias Políticas y Sociales en la Facultad de Ciencias Políticas y Sociales de la UNAM. Inició colaboraciones con el productor televisivo Valentín Pimstein y fue asistente de dirección de Rafael Banquells en Televisa. Desde 1984 inició en Radio Educación como guionista, productora y locutora, convirtiéndose en su directora de 2000 a 2007. En su gestión en esa estación de radio pública promovió la creación del Laboratorio de Experimentación Artística, en donde pudieron realizarse producciones e investigaciones sobre arte sonoro, experimental y de improvisación.
Fue vicepresidenta de la Asociación Internacional de Archivos Sonoros y Audiovisuales de 2008 a 2009 e integra el Comité Mexicano del programa Memoria del Mundo de la UNESCO. También participó en la creación de la Bienal Internacional de Radio, de la cual fue también su directora. Promovió la creación de la Norma Mexicana de Catalogación de Documentos Fonográficos. Fue directora de la Asociación de Radiodifusoras y Televisoras Públicas de México.
De 2009 a 2012 dirigió el Festival Internacional Cervantino. Participó en la planeación y creación de la Fonoteca Nacional de 2007 a 2009, siendo su directora en esos años y de nueva cuenta de 2013 a 2017.

## Obras
- El patrimonio sonoro: una huella que se borra (Radio Educación, 2005)
- La imagen radiofónica, Agustín Yáñez y Radio Educación dos destinos paralelos
- Una década de irradiar nuevas ideas sonoras. La historia de la Bienal Internacional de Radio. (Radio Educación, 2006)
- Caminos del arte sonoro (Radio Educación, 2006)
- El radio arte: un género sin fronteras (Trillas, 2007)

## Premios y reconocimientos
- Caballero de la Orden de las Artes y las Letras, 2004[6]
- Premio Nacional de Periodismo José Pagés Llergo, 1999[7]

### Capítulo 3000
Durante su gestión los empleados contratados bajo el concepto de Capítulo 3000, régimen de contratación laboral establecido en la Ley de Adquisiciones, Arrendamientos y Servicios del Sector Público, denunciaron atrasos regulares en sus pagos y condiciones laborales precarias. En marzo de 2018 la inconformidad ganó atención pública a través de redes sociales, con el hashtag #YaPágameINBA debido a que el personal contratado por honorarios no había recibido el pago correspondiente a los meses de enero y febrero de ese año y por ser esto una práctica recurrente del Instituto. El lunes 26 de marzo de 2018 los trabajadores de INBA contratados por capítulo 3000 realizaron un paro de labores en diversos museos. La protesta se hizo viral y atrajo la atención de diversos medios de comunicación tras la publicación de un tuit desde la cuenta oficial del Museo Nacional de Arte (MUNAL) donde se denunciaba la falta de pago. Posteriormente, ese mismo día, un grupo de alrededor de 70 personas se manifestó de forma pacífica afuera del Palacio de Bellas Artes, con pancartas donde demandaban la mejora de sus condiciones laborales.
Ante la presión mediática y social las autoridades del INBA accedieron a reunirse con trabajadores contratados a través del capítulo 3000. En esta reunión las autoridades del INBA acordaron realizar la liquidación de los adeudos y establecer un calendario puntual de pagos. También se declararon incapaces para resolver la crisis laboral, argumentando que los esquemas de contratación los establece la Secretaría de Hacienda y Crédito Público. También declararon que el INBA se rige bajo la Ley de Adquisiciones, Arrendamientos y Servicios del Sector Público y no la Ley Federal del Trabajo.

### Candidatura plurinominal al Senado por parte del PRI
Lidia Camacho ostentó una candidatura plurinominal al Senado de la República, por parte del Partido Revolucionario Institucional (PRI) como suplente de Vanessa Rubio, coordinadora de la oficina del candidato presidencial José Antonio Meade. Sin embargo, decidió renunciar a la candidatura meses más tarde.